# Костюк Станіслав Васильович
Станіслав Васильович Костюк (нар. 18 березня 1937, Харків, УРСР — пом. 4 квітня 2014) — радянський футболіст та тренер, виступав на позиції нападника та півзахисника.

## Кар'єра гравця

### Ранні роки
Станіслав Костюк народився 18 березня 1937 року в Харкові. Після завершення Другої світової війни разом з сестрою проживав у харківському Дитячому будинку № 3. Після демобілізації батька разом з мачухою та її донькою проживав на ХТЗ. На футбол юного Станіслава привів його старший товариш Дмитро Дмитренко, поруч з дитячим будинком розташовувався стадіон ХТЗ, де й розпочав займатися футболом Костюк. Його першим тренером став Олександр Тихонович Москальов. 
Розпочав футбольну кар'єру в чугуївському «Старті», а в 1956 році перейшов до харківського «Торпедо», яке на той час тренував Федір Дашков, відомий радянський футболіст 1920-их років. Також залучався до юнацької збірної Харкова, в складі якої став переможцем чемпіонату УРСР.

### Військова служба
У 1956 році проходив військову службу. З 1957 по 1958 роки виступав у складі київського ОБО, зіграв за киян 55 матчів та відзначився 11-ма голами. Його партнерами в тій команді були Юрій Оліщук, Анатолій Матюхін, Олександр Рижков та Анатолій Крощенко.
У 1959 році перейшов до львівського СКВО, де виступав під керівництвом Володимира Никанорова, колишній воротар ЦБЧА. У складі львівських армійців зіграв 34 матчі та відзначився 17-ма голами.

### «Авангард» (Харків)
Після завершення військової служби залишив Львів та відправився до одеського «Чорноморця». Станіслав приїхав до Одеси, але по нього приїхав Віталій Зуб, який домовився з одеситами про переїзд Костюка до Харкова.
Дебютував у футболці харківського клубу 14 квітня 1960 року в нічийному (0:0) домашньому поєдинку 2-го туру попереднього етапу підгрупи 1 Класу «А» проти ленінградського «Зеніту». Станіслав вийшов у стартовому складі та відіграв увесь матч. Дебютним голом у складі «Авангарда» відзначився 26 квітня 1960 року на 57-ій хвилині переможного (2:1) виїзного поєдинку 4-го туру попереднього етапу підгрупи 1 Класу «А» проти московського «Динамо». Костюк вийшов на поле в стартовому складі, а на 68-ій хвилині його замінив Анатолій Кецкало. 13 червня 1960 року на 70-ій хвилині переможного (2:1) виїзного московського поєдинку 12-го туру попереднього етапу підгрупи 1 класу «А» Станіслав Костюк з кутового удару відзначився голом у воротах легендарного Лева Яшина. Відзначався також двома голами у воротах Анзора Кавазашвілі. 17 жовтня 1961 року провів на полі усі 90 хвилин у нічийному (0:0) виїзному поєдинку фінального етапу (за 1—10 місця) класу «А» проти київських «динамівців». У тому матчі киянам потрібна була лише перемога, щоб достроково оформити чемпіонство. Напередодні матчі головного тренера харків'ян, москвича Олександра Пономарьова, викликали на різноманітні республіканські й партійні комітети з натяками на забезпечення «потрібного результату» та на «республіканського інтересу». Проте Пономарьов тиску не піддався, а навпаки налаштував «Авангард» на справжній бій проти динамівців, в складі яких виступали Валерій Лобановський, Йожеф Сабо, Олег Базилевич та інші. Тим не менше головний конкурент киян, московське «Торпедо» програло свій матч, тому кияни за тур до завершення стали переможцями чемпіонату СРСР. Завдяки цій нічиїй у харків'ян з'явився реальний шанс поборотися за 6-те місце в чемпіонаті СРСР, за яке давали звання майстер спорту. Для цього харків'янам потрібно було перемогти ташкентський «Пахтакор». У складі ташкентського клубу в той час виступали такі відомі футболісти як Геннадій Красницький, Ігор Малиновський та Станіслав Стадник. Матч відбувся 22 жовтня 1961 року й завершився перемогою з рахунком 4:1 харківського клубу, Станіслав вийшов на поле в стартовому складі та відіграв увесь поєдинок. Рахунок відкрили ташкентці, але Микола Корольов відновив рівновагу. Після цього у ворота «Пахтакора» був призначений пенпльті. Віктор Мар'єнко, капітан харків'ян, попросив пробити Станіслава Костюка, який і реалізував це пенальті. Після цього у ворота уззбецького клубу забили ще двічі. Потрапляв Станіслав й до списків 33 найкращих футболістів України. Завдяки цьому привернув до себе увагу й інших клубів. У 1962 році отримав запрошення від донецького «Шахтаря», а в 1964 році — від одеського «Чорноморця». Натомість Костюк вирішив залишитися в Харкові, де в 1966 році завершив кар'єру футболіста. В складі «Авангарда» в чемпіонаті СРСР зіграв 212 матчів та відзначився 36-ма голами, ще 3 поєдинки провів у кубку СРСР

## Тренерська діяльність
Одразу по завершенні кар'єри гравця перейшов на тренерську роботу. У 1966 році погодився на запрошення Віктора Каневського стати його помічником. А вже незабаром працював у дублі «Металіста». У 1975 році перейшов у Харківський спортивний інтернат, де пропрацював до 1979 року. У 1979 році Євген Лемешко запросив станіслава до тренерського штабу головної команди «Металіста». За участі Костюка, вже через два роки «Металіст» повернувся до вищої ліги чемпіонату СРСР. З 1987 по 1990 роки працював на тренерських посадах у харківському «Маяку». Потім очолював ДЮСШ № 16 Харкова.
4 квітня 2014 року на 78-му році життя помер після тривалої хвороби.

## Стиль гри
Капітан харківського «Авангарда» та «Металіста» 1960-их років так характеризував Станіслава:
|  | На поле відрізнявся працьовитістю, хорошими швидкістю й технікою. Прекрасно виконував кутові й штрафні удари. Завжди шукав нові оригінальні варіанти розвитку атаки, допомагав в обороні. Як товариш - вірний і надійний. Нікому не відмовляє в допомозі. Як тренер - наполегливий і працьовитий |

.